# Vevy
Vevy település Franciaországban, Jura megyében. Lakosainak száma 302 fő (2022. január 1.). Vevy Briod, Hauteroche, Publy és Verges községekkel határos.

## Népesség
A település népessége az elmúlt években az alábbi módon változott:
| Lakosok száma | 162  | 175  | 234  | 251  | 251  | 255  | 274  | 288  | 297  | 302  |
|               | 1968 | 1982 | 1990 | 2006 | 2013 | 2015 | 2017 | 2019 | 2020 | 2022 |